# Ronna Romney McDaniel
Ronna Romney McDaniel (Austin, 20 marzo 1973) è una politica statunitense ex presidente del comitato nazionale del Partito Repubblicano dal 2017 al 2024.
È nipote dell'ex governatore del Massachusetts e senatore per lo stato dello Utah Mitt Romney e nipote abiatica di George W. Romney.